# 塞缪尔·沃克
塞缪尔·沃克（英語：Samuel Walker，1883年10月5日—1960年2月29日），生于伯明翰，英国男子竞技体操运动员。他曾获得1912年夏季奥运会体操比赛男子团体全能铜牌。他于1960年在伯明翰去世，享年76岁。